# Молдагулова Алія Нурмухамбетовна

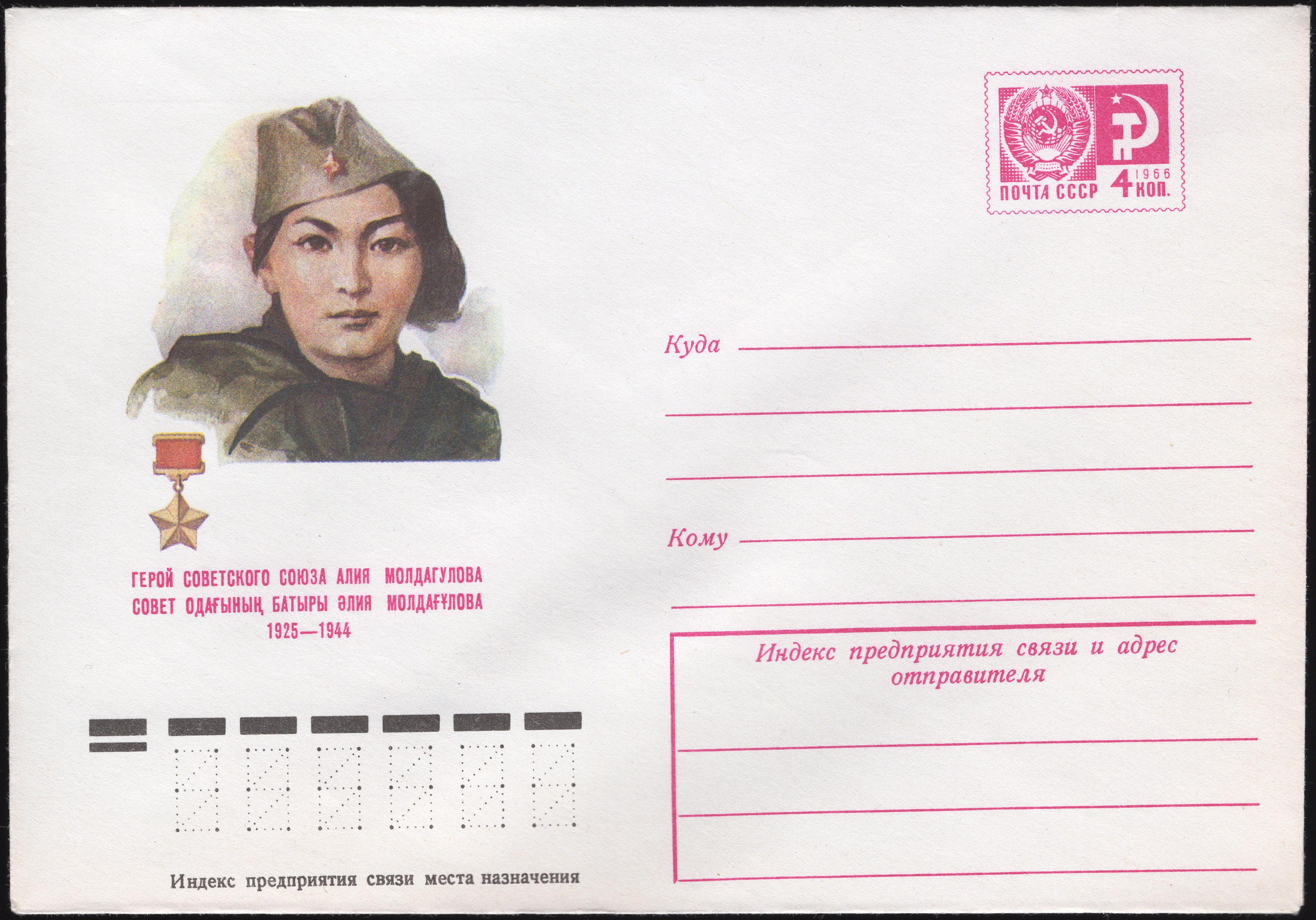
Алія Молдагулова на Художній маркований конверт СРСР, 1975 рік

Алія Нурмухамбетовна Молдагулова (каз. Әлия Нұрмухамбетқызы Молдағұлова, також відома як Лія Курумгамб Молдагулова; 25 жовтня 1925 — 14 січня 1944) — казахська снайперка часів Другої світової війни, служила в 54-ій окремій стрілецькій бригаді 22-ї армії 2-го Прибалтійського фронту, єфрейтор. Герой Радянського Союзу (1944, посмертно).
Знищила 78 солдатів і офіцерів противника.

## Біографія

### Дитинство
Алія Молдагулова народилася 25 жовтня 1925 року в аулі Булак (нині — Хобдинський район Актюбінської області, Казахстан). Казашка. Ще дитиною залишилася без батьків. Батько, Нурмухамет Саркулов, жив окремо і, можливо, зазнавав переслідувань з боку влади як нащадок бая (це твердження найімовірніше не відповідає дійсності, про що говорить те, що він жодного разу не був заарештований). Належить роду (ру) Табин.
Алія недовго навчалаася в 11-й школі міста Ауліє-Ата
Алію віддали на виховання до бабусі, в сім'ю дядька по материнській лінії Аубакира Молдагулова. З восьми років Алія жила в його сім'ї в Алма-Аті. Вже в дитинстві вона відрізнялася цілеспрямованим і твердим характером.
У 1935 році дядько Алії вступив до Військово-транспортну академію. Вся сім'я Молдагуловых переїхала в Москву, взявши з собою Алію. Через кілька років вони переїхали в Ленінград, оскільки туди була переведена Академія. Восени 1939 року дядько влаштував 14-річну Алію вчитися в школу-інтернат № 46.

### Участь у Другій світовій війні

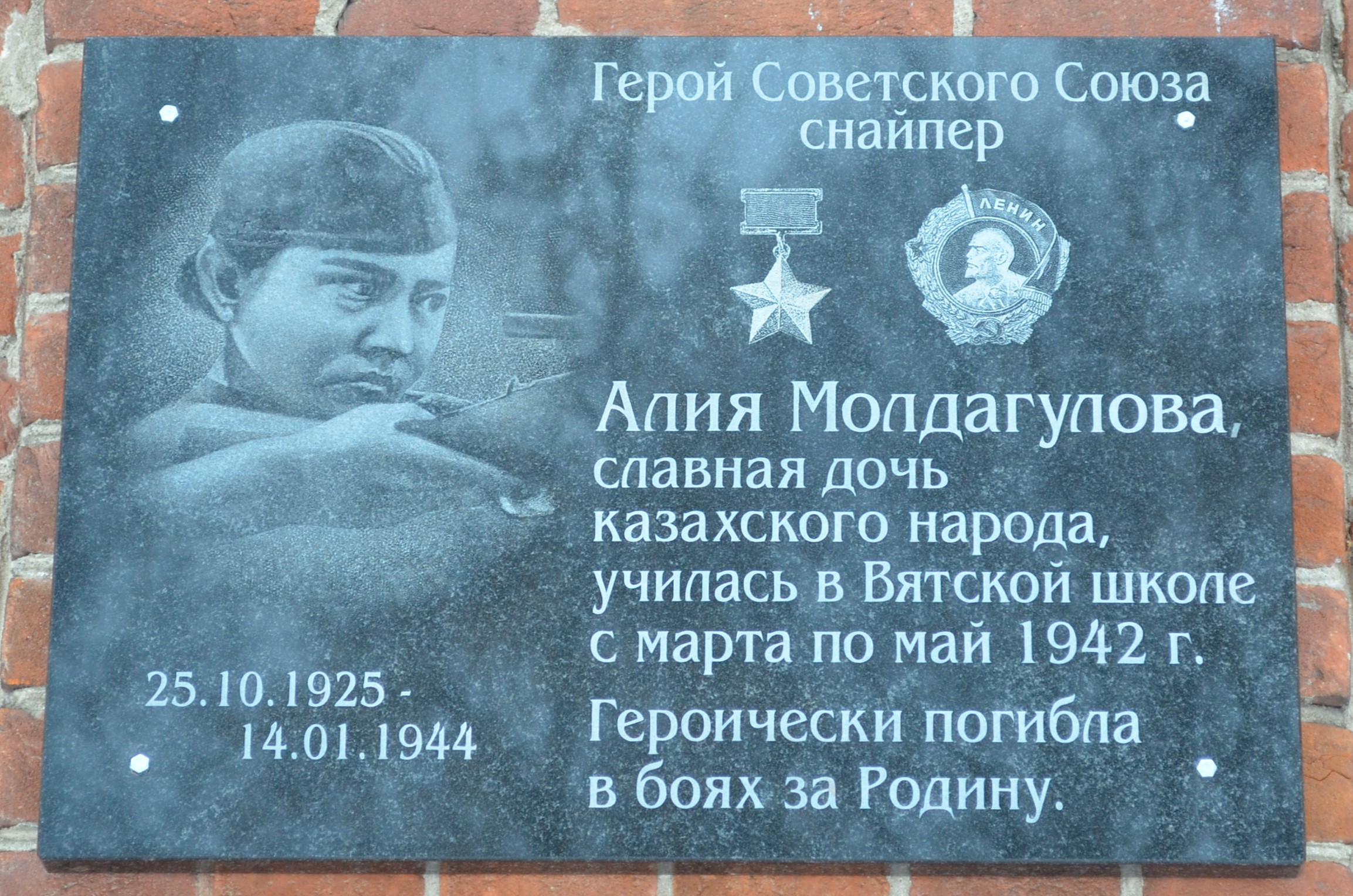
Меморіальна дошка на будівлі школи в селі Вятскоє

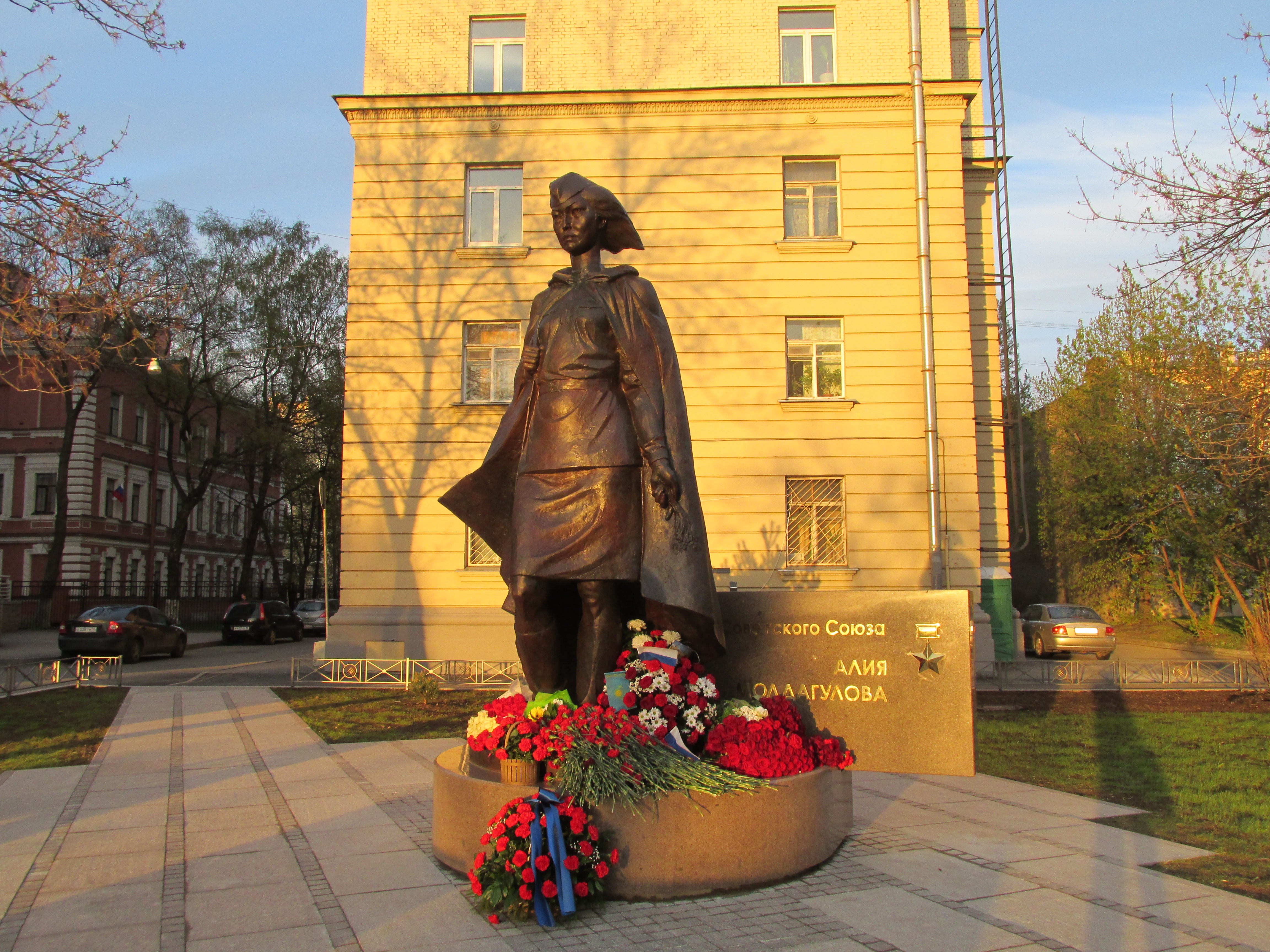
Пам'ятник в Санкт-Петербурзі на вулиці її імени

У червні 1941 року, з початком Великої Вітчизняної війни, сім'ю дядька евакуювали. Однак Алія воліла залишитися в Ленінграді.
8 вересня 1941 року розпочалася блокада Ленінграда. У березні 1942 року разом з дитячим будинком Алія виїхала з обложеного Ленінграда в село В'ятське Ярославської області. 1 жовтня 1942 року, після закінчення 7-го класу Вятської середньої школи, вона вступила в Рибинський авіаційний технікум. Їй дуже хотілося воювати в повітрі, але вона потрапила в навчальну групу за спеціальністю «холодна обробка металу». Через три місяці Алія Молдагулова подала заяву в РСЧА з проханням відправити її на фронт. 21 грудня 1942 року вона була відрахована з технікуму «у зв'язку з відходом на фронт».
20 березня 1942 року наказом НКО СРСР була створена школа інструкторів-снайперів при Головному Управлінні Всевобуча (ГУВВО), яка 27 листопада 1942 року новим наказом НКО СРСР була реорганізована в Центральну школу інструкторів снайперської підготовки (ЦШИСП). Алія потрапила в перший набір цієї школи, яка розміщувалася в підмосковному селищі Вешняки, на території, де нині розташований Московський гуманітарний університет (вулиця Юності, д. 5). У цьому будинку проходили заняття, а казарми, де жили курсантки, були влаштовані на території колишньої садиби графів Шереметєвих в Кусково.
Із спогадів Н. А. Матвєєвої, в той час учнівської снайперської школи: «17 грудня 1942 року я вперше зустрілася з Алією в міськвиконкомі міста Рибінська. У той час вона виглядала зовсім ще юною дівчиною-підлітком, їй було 17 років. Але Алія наполегливо домагалася, щоб піти добровольцем на фронт… Після прибуття в школу пройшли медичну комісію. Мене з Лією (я її так кликала) по зростанню зарахували в четверту роту — самих низькорослих. Розмістили в оранжереї з триярусними нарами. Спали ми з Лією поруч. Було холодно, ніде було просушити одяг, солдатські онучі, взуття. Потім нашу четверту роту перевели в капітальний барак, умови стали краще. Після цього почалося навчання в снайперській школі. Вчилися влучно стріляти, повзати по-пластунськи, бути непомітними для ворога. У навчанні Алія виявляла наполегливість, завзятість у оволодінні снайперським справою». В снайперській школі Алія була нагороджена іменною зброєю з написом «Від ЦК ВЛКСМ за відмінну стрільбу».
23 лютого 1943 року курсантки групи, у якій була Алія, прийняли військову присягу, а в липні 1943 року Алія разом з однокурсницями була спрямована снайпером у 54-ю стрілецьку бригаду (22-я армія). За спогадами однієї з її однополчанок Я. К. Прокопенковой: «У серпні 1943 року до нас в бригаду прибула снайпер Алія Молдагулова. Тендітна і дуже симпатична дівчинка з Казахстану. Їй було всього 18 років, але до жовтня місяця на рахунку снайпера було 32 убитих фашиста». За спогадами Н. А. Матвєєвої: «Їй довелося пролити чимало сліз, перш ніж потрапити на передову лінію. Причиною тому були знову-таки її вік і зростання. Нас з Лією визначили в один взвод четвертого батальйону. Ми, снайпери, ходили на завдання в парі, у нас були заздалегідь приготовані позиції. Там засиджувалися до тих пір, поки не брали на мушку фріців і не пускали їх у видаток. Тоді на нас налітали ворожі снаряди і міни! Лія в такі хвилини виявляла виключне безстрашність. Вона не тільки била фашистів. Вона виносила з поля бою поранених і надавала першу допомогу».
В одному з бойових епізодів п'ятеро німецьких солдатів, помітивши дівчат-снайперів, що йдуть в їх сторону по нейтральній смузі, влаштували засідку. Однак першою встигла вистрілити Алія; ще двох солдатів противника снайпери вбили Зіна і Надя, а двох ворогів, що залишилися в живих, дівчата захопили і привели на командний пункт.
В ході Ленінградсько-Новгородської операції на початку січня 1944 року 54-я стрілецька бригада маршем рушила вздовж фронту до міста Новосокольники (Псковська область), де прорвавши оборону противника, вийшла вперед на північ від міста. За спогадами Р. В. Варшавського, політрука 4-го батальйону, де служив снайпер Алія Молдагулова, частини бригади вийшли до залізниці біля станції Насва, де були зустрінуті сильним вогнем противника. Зайнявши вночі початкові рубежі, червоноармійці атакували на світанку 14 січня 1944 року. Батальйону, дії якого прикривали снайпери, було поставлено завдання перерізати залізницю Новосокольники — Дно в районі станції Насва і захопити село Казачиха. Незважаючи на те, що перша лінія оборони була успішно прорвано, атака захлинулася через сильний вогонь у відповідь противника. В цей критичний момент Алія Молдагулова встала на весь зріст і крикнула: «Брати, солдати, за мною!». Червоноармійці піднялися в атаку. Противник також активно контратакував. В той день Алія тричі брала участь у відбитті контратак противника.
Під час однієї з атак Алія Молдагулова, будучи пораненою в руку осколком міни, тим не менш брала участь у рукопашному бою, що зав'язався в німецькій траншеї. В ході бою Алія була вдруге поранена німецьким офіцером. Вона встигла його знищити, але її рана виявилася смертельною. Алія встигла написати лист сестрі Сапуре. Похована вона була, як тоді повідомлялося, в селі Монаково Новосокольничеського району.

## Нагороди та звання
4 червня 1944 року Аліє Нурмухамбетовні Молдагуловій було посмертно присвоєно звання Героя Радянського Союзу. При цьому вона була нагороджена й орденом Леніна.

## Пам'ять

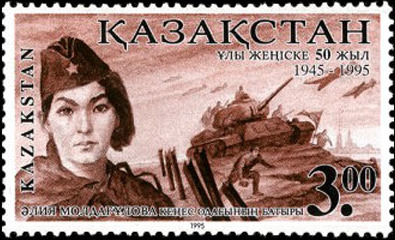
Поштова марка Казахстану з серії, присвяченої 50-річчю Перемоги, Алія Молдагулова, 1995, 3 тенге (Міхель 89)

- На честь Алії Молдагулової названий аул Алія (до 2005 року — Алпайсай) в Хобдинском районі Актюбінської області Казахстану.
- Іменем Алії Молдагулової названі також вулиці в Москві, Санкт-Петербурзі, Астані, Караганді (Казахстан) і Актобе (Казахстан) кілька шкіл, а також корабель Міністерства морського флоту СРСР[11].
- У містах Москва, Санкт-Петербург[12], Алма-Ата, Астана, Актобе, Новосокольники, Шимкент і на батьківщині Алії Молдагуловой їй встановлено пам'ятники[6].
- На місці її загибелі в місті Новосокольники побудований меморіальний комплекс[13].
- Ім'я Алії висічене на стелі в честь артеківців-героїв у міжнародному дитячому таборі «Артек».
- Меморіальна дошка в Рибінську. Також її ім'я висічене на стелі «Рибинці — Герої Радянського Союзу» на Волзької набережній.
- В Актюбінську створено обласний меморіальний музей[6].
- Аліє Молдагуловій присвячені балет «Алія», кілька віршів і поем, багато пісень. Після її загибелі в 1944 році в газетах були опубліковані вірші поета Якова Хелемського, присвячені подвигу Молдагуловой[1]. Роза Римбаєва виконала пісню «Алія», присвячену Аліє Молдагуловой (музика С. Байтерекова, слова Б. Тажибаева)[14]. Пісня швидко завоювала популярність. Це один з небагатьох випадків в історії радянської естради, коли пісня стала популярною, не маючи російського тексту. За виконання пісні Роза Римбаєва отримала Гран-прі на фестивалі «Золотий Орфей» 1977 року; пісня стала також лауреатом телефестивалю «Пісня-77».
- Про подвиг Алії Молдагулової знято документальний фільм «Алія» (режисер Мансур Сагатов) та художній фільм «Снайпери» (1985, режисер Болотбек Шамшиєв).
- Мемориальна дошка на будівлі Вятської середньої школи в селі Вятскоє[en][15].

## Пошуки у 2013 році
У 2013 році псковські краєзнавці заявили, що могила, яка вважалася місцем поховання дівчини-снайпера, порожня, а за їх версією, останки Алії Молдагуловой покояться в братській могилі в псковських лісах. У березні 2013 року, при розкритті могили Алії Молдагулової, підтвердилося, що останків там немає. Були сформовані пошукові загони для проведення розкопок у Новосокольницькому районі, в трьохстах метрах від села Пичівка, де, імовірно, вона була похована в січні 1944 року. В ході цих робіт було знайдено і перепоховано близько 173 останків радянських солдатів і, серед них, останки трьох жінок. Останки однієї з них були передані двоюрідному братові Алії Молдагулової для проведення генетичної експертизи, та, за заявою казахстанських генетиків, знайдені в Псковській області останки Аліє Молдагуловій не належать.

## Документи
- Інформація [Архівовано 4 серпня 2020 у Wayback Machine.] в електронному банку документів УБД «Меморіал»